# 百米桩

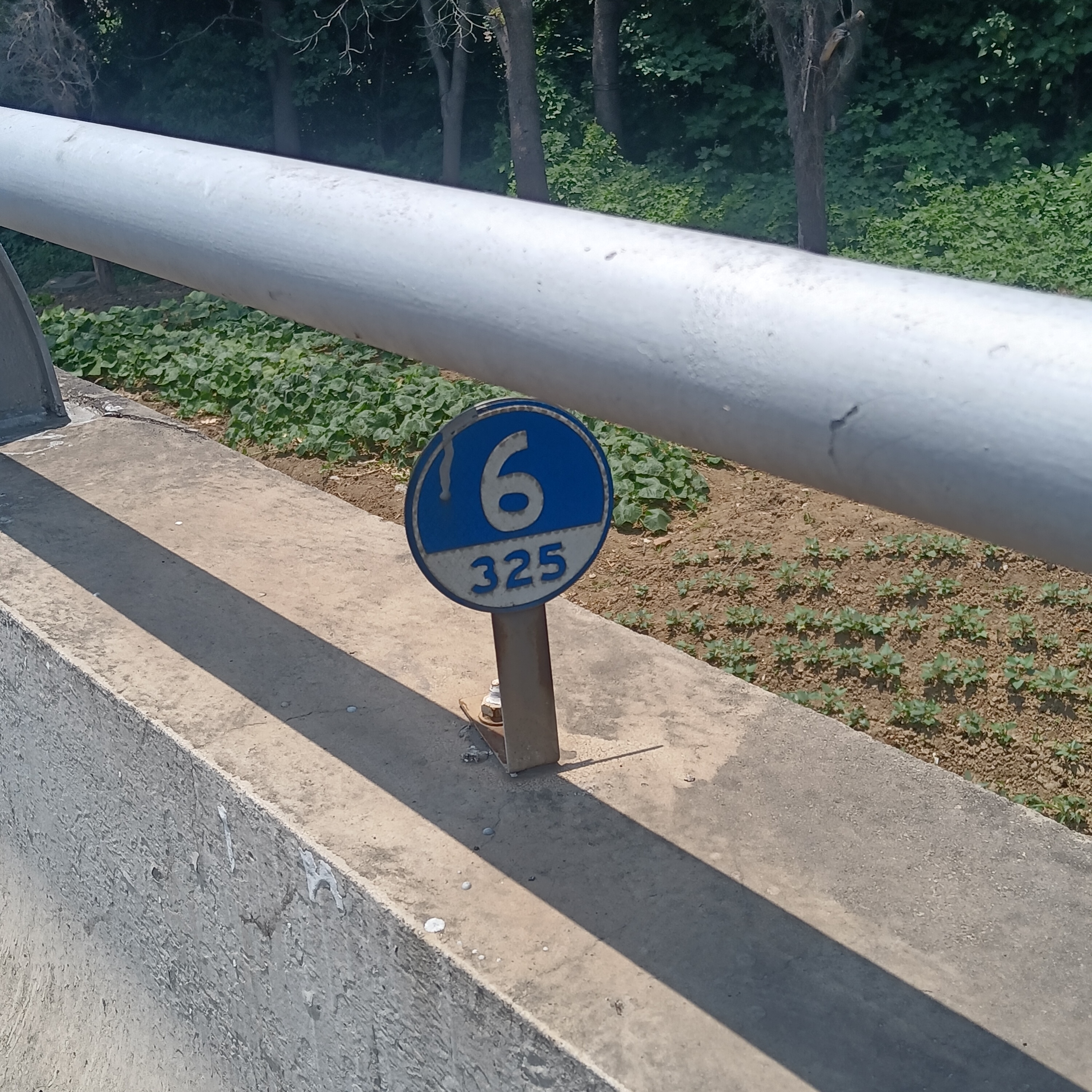
铁片材质的百米桩，公路里程计数为325.6

百米桩（英語：Hectometer stake）是一种设在道路两侧刻有数字的标志，插在两块计数单位为公里整数的里程碑之间，通常情况下每间隔百米设一个桩，每桩显示数字为1~9的区间。